# Cluse
Cluse ist eine Hofschaft im Wuppertaler Wohnquartier Herbringhausen im Stadtbezirk Langerfeld-Beyenburg.

## Geografie
Cluse liegt am Rande der Garschager Heide an der Landesstraße 411 auf dem höchsten Punkt (322 m ü. NHN) des Höhenzugs zwischen den Tälern des Herbringhauser Baches und der Wupper. Unmittelbar südlich des Wohnplatzes verläuft die Stadtgrenze zu Remscheid-Lennep.
Östlich liegt der Weiler Frielinghausen, südlich der Wohnplatz Lusebusch und nördlich der Wohnplatz Hinter der Cluse.

## Etymologie und Geschichte
Cluse ist eine Ableitung von Klause, leitet sich als Lehnwort aus dem Lateinischen von claudere „schließen“ ab. Der Hof lag im Mittelalter am Heerweg Köln–Dortmund, einem bedeutenden mittelalterlichen Handels-, Pilger- und Heerweg zwischen dem Rhein und Westfalen. Die Trasse wird heute von der Landesstraße 411 genutzt.
Im Mittelalter gehörte Cluse zum Kirchspiel Lüttringhausen des Amtes Beyenburg. Auf der anderen Seite der Landesstraße befand sich im Flurstück Im Galgenfeld die Richtstätte des Amtes. Reisende, die auf der Altstraße vom Amt Bornefeld in der Amt Beyenburg einreisten, wurden zur Warnung direkt an der Amtsgrenze mit den Leichen der hingerichteten Straftäter konfrontiert. Der dortige Verbleib eines Leichnams über einen Zeitraum von neun Jahren ist aus dem Jahr 1597 belegt. 1715 wird der Wohnplatz auf der Topographia Ducatus Montani als d Clus bezeichnet.
1815/16 lebten 19 Einwohner im Ort. 1832 war Cluse weiterhin Teil der Honschaft Garschagen, die der Bürgermeisterei Lüttringhausen angehörte. Der laut der Statistik und Topographie des Regierungsbezirks Düsseldorf als Ackergut bezeichnete Ort wurde zu dieser Zeit Kluse genannt und besaß zu dieser Zeit drei Wohnhäuser und zwei landwirtschaftliche Gebäude. Zu dieser Zeit lebten 20 Einwohner im Ort, 4 katholischen und 16 evangelischen Glaubens. Im Gemeindelexikon für die Provinz Rheinland von 1888 werden vier Wohnhäuser mit 78 Einwohnern angegeben.

## Denkmalschutz
Die beiden Gebäude in Cluse wurden am 11. November 1994 unter Denkmalschutz gestellt. Es handelt sich um ein zweigeschossiges Doppelwohnhaus in Fachwerkbauweise aus dem 18. Jahrhundert, das die lokale Bautradition dieser Zeit dokumentiert.